# خیانتکار (فیلم ۱۹۶۴)
خیانتکار (انگلیسی: The Pumpkin Eater) فیلمی در ژانر درام به کارگردانی جک کلیتن است که در سال ۱۹۶۴ منتشر شد.
آن بنکرافت جایزه بهترین بازیگر زن جشنواره فیلم کن سال ۱۹۶۴ میلادی را برای بازی در این فیلم دریافت کرد.

## بازیگران
- آن بنکرافت
- پیتر فینچ
- جیمز میسون
- سدریک هاردویک
- آلن وب
- ریچارد جانسون
- مگی اسمیت
- اریک پرتر
- دیوید لنگتون
- جان فرانکلین-رابینز